# Manuel Santana
Manuel Martínez Santana (ur. 10 maja 1938 w Madrycie, zm. 11 grudnia 2021 w Marbelli) – hiszpański tenisista, zwycięzca pięciu turniejów wielkoszlemowych w grze pojedynczej i podwójnej, reprezentant w Pucharze Davisa.

## Kariera tenisowa
Santana uczył się gry w tenisa w jednym z klubów madryckich, gdzie był chłopcem do podawania piłek. Praworęczny, wszechstronny, z powodzeniem radził sobie zarówno na nawierzchni ziemnej, jak i na trawie. Rod Laver nazwał go „czarodziejem mączki”, wysoko ceniąc grę kombinacyjną Hiszpana – ekstremalne kątowe uderzenia czy zaskakujące topspinowe loby. Australijczyk cenił także grę wolejową Santany, który jednak przede wszystkim chętnie operował zagraniami topspinowymi z głębi kortu. Hiszpan, często uśmiechający się na korcie i popularnie nazywany „Manolo”, był pierwszym europejskim tenisistą światowej klasy w okresie powojennym, zdominowanym przez Amerykanów i Australijczyków. Obudził także na nowo zainteresowanie tenisem w rodzinnym kraju, gdzie brakowało wiodących graczy od czasu finalistki Wimbledonu Lili de Alvarez czy współczesnego jej Manuela Alonso.
Dwukrotnie triumfował na paryskich kortach im. Rolanda Garrosa. W 1961 pokonał w półfinale Roda Lavera w pięciu setach, a w finale, również po pięciosetowym meczu, Włocha Nicolę Pietrangeli. W 1962 i 1963 występy w mistrzostwach Francji kończył na półfinałach, najpierw pokonany przez Roya Emersona, a rok później przez Pierre Darmona. W 1963 był również w półfinale Wimbledonu, w którym musiał uznać wyższość „wiecznego finalisty” tej imprezy, Australijczyka Freda Stolle. W 1964 w Paryżu zrewanżował się Darmonowi w półfinale, by w finale po raz drugi zmierzyć się z Pietrangeli i po raz drugi wygrać turniej. W 1965 sięgnął po trzecie singlowe zwycięstwo w Wielkim Szlemie, tym razem na trawie mistrzostw USA, po pokonaniu w półfinale Arthura Ashe’a i w finale Cliffa Drysdale’a. Wreszcie w 1966 Santana okazał się najlepszy na Wimbledonie – w półfinale pokonał znanego raczej z sukcesów w grze mieszanej Owena Davidsona, a w finale Amerykanina Dennisa Ralstona. W tym samym roku doszedł w obronie tytułu do półfinału mistrzostw USA, gdzie przegrał z Johnem Newcombe. Na nieoficjalnej liście światowej magazynu „Daily Telegraph” został uznany za pierwszą rakietę globu.
Santana był pierwszym Europejczykiem triumfującym po II wojnie światowej zarówno w mistrzostwach USA, jak i na Wimbledonie. Na sukces w Londynie Europa czekała od 1938, kiedy wygrywał tam Fred Perry, a w Nowym Jorku aż od 1928, kiedy najlepszy okazał się jeden z francuskich „Czterech Muszkieterów Tenisa” Henri Cochet. Obrona wimbledońskiego zwycięstwa przez Santanę zakończyła się całkowitym niepowodzeniem – w 1967 odpadł już w I rundzie, pokonany 8:10, 3:6, 6:2, 6:8 przez Charliego Pasarella.
Z innych sukcesów Manuela Santany można wymienić zwycięstwo w międzynarodowych mistrzostwach Afryki Południowej (1967), finał międzynarodowych mistrzostw Włoch (1965, porażka z Martinem Mulliganem), wreszcie jedyne wielkoszlemowe zwycięstwo w deblu (mistrzostwa Francji 1963 w parze z Royem Emersonem). Kariera Hiszpana dobiegła końca niemal jednocześnie z erą podziału na tenis amatorski i zawodowy. Santana zdołał jeszcze włączyć się na krótko do rywalizacji „open”, wygrywając w 1970 turniej w Barcelonie i trzy imprezy deblowe. Później zakończył występy na korcie, by jeszcze raz powrócić w 1973 jako gracz w ekipie pucharowej. U schyłku kariery opiekował się pierwszymi krokami w światowym tenisie młodszego rodaka Manuela Orantesa, a w 1974 został grającym trenerem zespołu nowojorskiego w drużynowych rozgrywkach zawodowych World Team Tennis.
Santana zapisał bogatą kartę reprezentacyjną. W zespole hiszpańskim debiutował w 1958 i występował nieprzerwanie do 1970 (oraz po kilkuletniej przerwie w 1973). Zaliczał się do wąskiego grona graczy, którzy rozegrali w Pucharze Davisa ponad 100 pojedynków – więcej od niego grali jedynie Włoch Nicola Pietrangeli i Rumun Ilie Năstase. Santana rozegrał łącznie – w grze pojedynczej i podwójnej – 120 meczów, w singlu wygrywając 69 pojedynków i przegrywając 17, w deblu odnosząc 23 zwycięstwa przy 11 porażkach. Zaliczył 46 spotkań międzypaństwowych w Pucharze Davisa. W 1965 poprowadził Hiszpanię do sensacyjnego wyeliminowania Amerykanów, odgrywając szczególnie wiodącą rolę w kluczowym deblu. W parze z Luisem Arillą pokonał Dennisa Ralstona i Clarka Graebnera 4:6, 3:6, 6:3, 6:4, 11:9, nie tracąc wiary w zwycięstwo mimo prowadzenia rywali 2:0 w setach. Okrzyknięty po spotkaniu bohaterem narodowym Santana (odznaczony przez prezydenta Francisco Franco Medalem Izabeli) zdobył później dla Hiszpanii jedyny punkt w przegranym finale z Australią, pokonując Roya Emersona. Pucharu Davisa nie udało się Hiszpanom zdobyć również dwa lata później, i ponownie Santana zdobył jedyny punkt w decydującym meczu z Australijczykami, tym razem pokonując Johna Newcombe.
W 1984, jako drugi Hiszpan po Manuelu Alonso, „czarodziej mączki” znalazł się w Międzynarodowej Tenisowej Galerii Sławy.
Osiągnięcia w turniejach wielkoszlemowych:
- mistrzostwa Francji
  - gra pojedyncza – wygrane 1961, 1964
  - gra podwójna – wygrana 1963 (z Royem Emersonem)
- Wimbledon
  - gra pojedyncza – wygrana 1966
- mistrzostwa USA
  - gra pojedyncza – wygrana 1965

Finały singlowe w turniejach wielkoszlemowych:
- mistrzostwa Francji 1961 – 4:6, 6:1, 3:6, 6:0, 6:2 z Nicolą Pietrangeli
- mistrzostwa Francji 1964 – 6:3, 6:1, 4:6, 7:5 z Nicolą Pietrangeli
- mistrzostwa USA 1965 – 6:2, 7:9, 7:5, 6:1 z Cliffem Drysdale
- Wimbledon 1966 – 6:4, 11:9, 6:4 z Dennisem Ralstonem